# Titus lugens
Titus lugens es una especie de araña araneomorfa de la familia Gnaphosidae. Es la única especie del género monotípico Titus.

## Distribución
Es originaria de Zimbabue.